# Стюарт, Дуглас (гребец)
Дуглас Сесил Рис Стюарт (англ. Douglas Cecil Rees Stuart; 1 марта 1885, Kingston-upon-Thames — 1969, Марсель) — британский гребец, бронзовый призёр летних Олимпийских игр 1908.
На Играх 1908 в Лондоне входил во второй экипаж восьмёрок Великобритании. Его команда сразу попала в полуфинал, где проиграла сборной Бельгии. Несмотря на это, она разделила третье место и получила бронзовые медали.